# Марк Юний Хомул (консул 128 г.)
Марк Юний Хомул (на латински: Marcus Iunius Homullus) политик и сенатор на Римската империя през 2 век.
Произлиза от фамилията Юнии. Син е на Марк Юний Хомул (суфектконсул 102 г.).
През 128 г. той е суфектконсул заедно с Луций Валерий Флак.